# Amanat Baghdad Sports Club
O Amanat Baghdad Sports Club é um clube de futebol com sede em Bagdá, Iraque. A equipe compete no Campeonato Iraquiano de Futebol.

## História
O clube foi fundado em 1957.